# Cigaritis supraimpunctata
Cigaritis supraimpunctata är en fjärilsart som beskrevs av Charles Oberthür 1896. Cigaritis supraimpunctata ingår i släktet Cigaritis och familjen juvelvingar. Inga underarter finns listade i Catalogue of Life.